# Скупевський (герб)
Скупевські (пол.: Skupiewski) - шляхетський герб, яким користувались в Польщі та Україні часів Речі Посполитої. 
Варіант герба Билина.

## Опис
Опис, відповідно до правил блазонування:
У блакитному полі геральдичного щита розташовані срібний меч та три срібні підковами. Три підкови, розташовані трикутником ліктями всередину, шипами до країв щита - вбоки і вниз. Меч впирається в середню нижню підкову. У меча золота рукоятка, що має вигляд хреста. Над руків'ям сидить меча сова, вправо.
Нашоломник: над увінчаним (золотою короною) шоломом розташована озброєна рука в золотій броні, яка піднімає меч.
Намет: ймовірно, блакитний, підкладений золотом.
Також герб має назву: Герб Білина 3. За часів Російської імперії внесений до Частини 1 "Гербовника дворянських родів Царства Польського", стор. 56.
Гербом користувались роди Скупевських, Скупієвських, Скупинських, Скупінських (Skupieński, Skupiński), тощо.